# Leśniczówka Kujawska
Leśniczówka Kujawska – zlikwidowany wąskotorowy przystanek kolejowy i ładownia w miejscowości Leśnictwo, w powiecie konińskim, w woj. wielkopolskim, w Polsce. Przystanek znajdował się przy drodze wojewódzkiej nr 263, na północ od miejscowości, na 13 kilometrze linii Cegielnia – Sompolno. Ładowano tu także na wagony drewno z pobliskiego składu. Torowisko zostało rozebrane lub jest nieprzejezdne.